# Armand Carlsen
Armand Carlsen, född 20 oktober 1905 i Oslo och död 8 maj 1969 i Oslo, var en norsk hastighetsåkare på skridskor. Han deltog i de olympiska spelen i Sankt Moritz 1928. På 5 000 m kom han på femte plats och på 10 000 m så avbröts tävlingen.